# عقد 830 هـ
عقد 830 هـ هو الفترة بين عام 830 إلى 839 في التقويم الهجري، أي العشر سنوات الرابعة من القرن التاسع الهجري.